# ويليام مارسدن
ويليام مارسدن (بالإنجليزية: William Marsden)‏ هو دبلوماسي بريطاني، ولد في 15 سبتمبر 1940.